# Jan Kempdorp
Jan Kempdorp is een landbouwstadje gelegen in de gemeente Phokwanein de Zuid-Afrikaanse provincie Noord-Kaap. Het ligt 96 kilometer ten noorden van Kimberley, de provinciale hoofdstad, en 43 kilometer ten westen van Christiana in het centrum van de Vaalharts-irrigatiesysteem. Voorheen was dit het enige dorp in Zuid-Afrika dat over twee provincies, (Kaapprovincie en Transvaal), was verdeeld. In 1994 werd het volledig bij de Noord-Kaap ingedeeld. Het Graspan-natuurreservaat is 10 km ten zuidwesten van het stadje gelegen en werd hoofdzakelijk voor watervogels ontwikkeld.

## Geschiedenis
Het dorp is gesticht in 1938 op grond van de boerderij "Andalusia" en in het begin droeg het ook deze naam. Het is gelegen in de zuidelijke punt van het Vaalharts-irrigatiesysteem en is in 1938 ontstaan als een kamp voor de arbeiders van het project. Het kamp is met de tijd gegroeid en in 1953 als dorp uitgeroepen en vernoemd naar Generaal Jan.C.G. Kemp, de toenmalige minister van Land. In 1967 werd Jan Kempdorp erkend als gemeente. Destijds liep de grens tussen de oude provincie Transvaal en de Kaapprovincie door het dorp. Geen plaatselijke overheid kan daarom worden gesticht en deze taak werd daarom verricht door het Staatsdepartement. In 1964 werd de "Jan Kempdorpwet" goedgekeurd, deze verzekerde dat de Transvaalse helft door de Kaapprovincie kon worden bestuurd.
Tijdens de Tweede Wereldoorlog werden in Jan Kempdorp Duitse inwoners van Zuid-Afrika geïnterneerd, die als potentieel gevaarlijk werden gezien door de autoriteiten.
Toen in 1994 de nieuwe regering tot stand is gekomen zijn de grenzen van de provincies hertekend. Maar Jan Kempdorp was nog steeds verdeeld, nu tussen de provincies Noord-Kaap en Noordwest. Het geheel van het stadje werd echter ingedeeld in de grensoverschrijdende gemeente Phokwane. In 2006 werden grensoverschrijdende gemeenten geëlimineerd en het gehele stadje werd ingedeeld bij de provincie Noord-Kaap.

## Verkeer en vervoer
Jan Kempdorp is gelegen aan de nationale weg N18, met een aftakking van de nationale weg N12 (Kimberley–Johannesburg) bij Warrenton, die door Jan Kempdorp loopt naar Vryburg, Mahikeng en de grens met Botswana. Het is ook gelegen aan een spoorweglijn die aftakt van de hoofdspoorlijn van de Kimberley–Johannesburg bij Veertienstromen en die parallel loopt met de nationale weg N18 naar Mahikeng en Botswana.

## Subplaatsen
Het nationaal instituut voor de statistiek, Stats SA, deelt sinds de census 2011 deze hoofdplaats in vijf zogenaamde subplaatsen (sub place), waarvan de grootste zijn:
Ganspan Nedersetting • Jan Kempdorp SP • Valspan.